# Boí
Boí är en ort i Spanien. Den ligger i provinsen Província de Lleida och regionen Katalonien, i den nordöstra delen av landet, 400 km nordost om huvudstaden Madrid. Boí ligger 1 287 meter över havet och antalet invånare är 216.
Terrängen runt Boí är bergig norrut, men söderut är den kuperad. Boí ligger nere i en dal. Runt Boí är det glesbefolkat, med 8 invånare per kvadratkilometer. Närmaste större samhälle är Barruera, 3,5 km sydväst om Boí. Trakten runt Boí består i huvudsak av gräsmarker.